# Euproctis mixta
Euproctis mixta är en fjärilsart som beskrevs av Butler 1882. Euproctis mixta ingår i släktet Euproctis och familjen tofsspinnare. Inga underarter finns listade i Catalogue of Life.